# Артинськ
Арти́нськ (раніше — Людвипіль, до 1939 року — Поташня-Людвипіль) — село в Україні, в Олевській міській територіальній громаді Коростенського району Житомирської області. Кількість населення становить 215 осіб (2001). У 1939—54 роках — адміністративний центр однойменної сільської ради.

## Географія
Селом протікає річка Либожада, права притока Уборті.

## Населення
У 1906 році в слободі налічувалося 114 жителів та 18 дворів, кількість населення, станом на 1923 рік, становила 154 особи, кількість дворів — 28.
Відповідно до результатів перепису населення СРСР, кількість населення, станом на 12 січня 1989 року, становила 295 осіб. Станом на 5 грудня 2001 року, відповідно до перепису населення України, кількість мешканців села становила 215 осіб.

### Мова
Розподіл населення за рідною мовою за даними перепису 2001 року:
| Мова       | Відсоток |
| ---------- | -------- |
| українська | 98,14 %  |
| російська  | 1,40 %   |
| білоруська | 0,47 %   |

Село нанесено на «Атлас української мови».

## Історія
На території села Артинськ існує археологічний об'єкт Артинськ–Кладовище. Сліди поселення епохи бронзи — раннього заліза простежені за 850—900 м від північно–західної околиці с. Артинськ та за 45–50 м на північ від сільського кладовища. Виявлено 03 березня 2009 р. Висота над рівнем води близько 7–10 м. Поверхня розорюється, зайнята хмільниками. У північно–західній частині вздовж краю лісу проходить польова ґрунтова дорога. Розміри: 100×35–40 м (близько 0,4 га). На поверхні зібрані уламки ліпного посуду.
У 1906 році — Людвипіль (рос. Людвиполь), слобода Юрівської волості (4-го стану) Овруцького повіту Волинської губернії. Відстань до повітового центру, м. Овруч, становила 93 версти, до волосного центру, с. Юрове — 17 верст. Найближче поштово-телеграфне відділення розташовувалося в містечку Олевськ.
У 1923 році — сільце Поташня (Поташня-Людвипіль), увійшло до складу Тепеницької сільської ради, котра, від 7 березня 1923 року стала частиною Олевського району Коростенської округи. Розміщувалося за 13 верст від районного центру, міст. Олевськ, та за 3 версти — від центру сільської ради, сільця Тепениця. 30 жовтня 1924 року увійшло до складу новоствореної Артинської польської національної сільської ради, у 1939 році змінюється назва та статус села: через зселення центру ради, с. Артинськ, його назва та функції адміністративного центру передані до с. Поташня, відтоді — Артинськ.
11 серпня 1954 року, внаслідок ліквідації Артинської сільської ради, село повернене до складу Тепеницької сільської ради Олевського району Житомирської області.
Селяни займалися, переважно, вирощуванням хмелю, у 1980-х роках господарство давало понад тисячу тон продукції. На початку 20 століття розведенням хмелю займалося ППСП «Агро-Полісся-2006».
11 серпня 2016 року увійшло до складу новоствореної Олевської міської територіальної громади Олевського району Житомирської області. Від 19 липня 2020 року, разом з громадою, в складі новоствореного Коростенського району Житомирської області.